# Coventry Prototype Panels
Coventry Prototype Panels (CPP) är ett brittiskt företag som specialiserat sig inom tillverkning av prototyper, karosser, konceptbilar, förlängda och bepansrade bilar samt låga volymer av exklusiva bilar. Bolaget grundades av Brendan O’Toole och Darren Welsh år 1995 och ägs numera till största delen av den ryske finansmannen Vladimir Antonovs bolag Convers Group. Genom holdingbolaget CPP Global Holdings Ltd. äger Coventry Prototype Panels sedan år 2011 bland annat den nederländska sportbilstillverkaren Spyker Cars. 